# La presidentessa (film 1977)
La presidentessa è un film comico italiano del 1977, diretto da Luciano Salce. Il film è la terza versione per il cinema dell'omonima pochade di Maurice Hennequin e Pierre Veber, dopo La présidente (1938) di Fernand Rivers e La presidentessa (1952) di Pietro Germi.

## Trama
Il film, ambientato in Veneto e basato su una serie di equivoci da facile commedia, si sviluppa fotografando un'epoca in cui gli italiani andavano avanti tramite favoritismi. Alla fine il nodo di tutti gli equivoci si scioglierà rendendo al pubblico un finale positivo.
Yvette, una giovane ballerina di avanspettacolo, perde il posto perché chiudono il teatro dove lavora e si ritrova a casa del magistrato che lo ha fatto chiudere.
Yvette cerca di sedurlo, ma arriva improvvisamente il Ministro della Giustizia, che deve fermarsi a casa del magistrato perché la sua macchina ha una ruota bucata, e la donna si spaccia per la moglie del padrone di casa.
Il Ministro si invaghisce di lei e la seduce la stessa notte, proponendo al magistrato il trasferimento a Roma per potere stare vicino alla donna, credendola sua moglie.
Tornato a Roma, il Ministro riceve la visita della vera moglie del magistrato, che, stanca di vivere in provincia, sollecita il trasferimento del marito nella capitale.
Dopo una serie di equivoci, ci sarà il lieto fine per tutti i personaggi della storia.